# Matias Fernandez Pardo
Matias Fernandez Pardo (3 februari 2005) is een Belgisch voetballer die sinds 2024 uitkomt voor Lille OSC.

## Clubcarrière
Fernandez Pardo ruilde in 2020 de jeugdopleiding van Lille OSC voor die van KAA Gent. In het seizoen 2022/23 maakte hij met Jong KAA Gent, het beloftenelftal van de club, zijn opwachting in Eerste nationale. Op 9 maart 2023 maakte hij zijn officiële debuut in het eerste elftal van de club: in de Conference League-wedstrijd tegen Istanbul Başakşehir (1-1-gelijkspel) liet trainer Hein Vanhaezebrouck hem in de 85e minuut invallen voor Hugo Cuypers. Vanhaezebrouck liet hem dat seizoen ook nog kort invallen in de competitiewedstrijd tegen RFC Seraing.
Fernandez Pardo, die het seizoen 2022/23 afsloot met 26 gespeelde competitiewedstrijden in Eerste nationale en twee invalbeurten bij de hoofdmacht, ondertekende in juni 2023 een contractverlenging tot medio 2026 bij Gent. In het begin van het seizoen 2023/24 speelde hij vooral met Jong Gent: vóór de jaarwisseling kwam hij bij de hoofdmacht niet verder dan een invalbeurt tegen KRC Genk in de competitie, een basisplaats in de overbodige Conference League-kwalificatiewedstrijd tegen Pogoń Szczecin en twee invalbeurten in de Conference League-groepswedstrijden tegen Maccabi Tel Aviv en Breiðablik Kópavogur.
In januari 2024 werd Fernandez Pardo gelinkt aan een vertrek bij Gent: zowel US Lecce als Real Valladolid werden genoemd als mogelijke huurbestemmingen. De jeugdinternational bleef evenwel bij Gent. Op 2 maart 2024 kreeg Fernandez Pardo, die een maand eerder was ingevallen in de 4-1-competitienederlaag tegen STVV, in het Maurice Dufrasnestadion van Standard Luik zijn eerste basisplaats in de Jupiler Pro League. Op de slotspeeldag van de reguliere competitie opende hij in de 5-0-zege tegen Sporting Charleroi zijn doelpuntenrekening voor het eerste elftal van Gent. In de Europe play-offs kwam Fernandez Pardo, die door trainer Hein Vanhaezebrouck op zijn geliefkoosde positie als centrumspits werd uitgespeeld, helemaal aan de oppervlakte: in tien wedstrijden was hij goed voor zeven doelpunten.
In de zomer van 2024 kon Fernandez Pardo rekenen op heel wat interesse. Gent weigerde een bod van ruim tien miljoen euro van SS Lazio, ook Southampton FC werd genoemd. Fernandez Pardo begon het seizoen met Gent en scoorde in augustus tweemaal: zowel in de 0-3-zege tegen Víkingur Gøta in de Conference League-voorrondes als in de 4-1-competitiezege tegen KVC Westerlo scoorde hij het tweede Gentse doelpunt. Eind augustus 2024 versierde Fernandez Pardo toch een transfer: zijn ex-club Lille OSC telde zo'n tien miljoen euro voor hem neer.
Op 13 september 2024 maakte Fernandez Pardo zijn officiële debuut voor Lille: in de competitiewedstrijd tegen AS Saint-Étienne (1-0-nederlaag) liet trainer Bruno Génésio hem in de 68e minuut invallen voor Tiago Santos. Vier dagen later maakte Fernandez Pardo tegen Sporting CP zijn Champions League-debuut, eveneens als invaller. In de derde speelronde van de league phase van de Champions League versierde Fernandez Pardo zijn eerste basisplaats bij Lille: op 23 oktober 2024 speelde hij quasi een volledige wedstrijd mee in de 1-3-zege van Lille bij Atlético Madrid. Bij zijn eerste basisplaats in de Ligue 1, op 10 november 2024 tegen OGC Nice, was Fernandez Pardo goed voor zijn eerste competitiedoelpunt voor Lille.

## Clubstatistieken
| Seizoen     | Club          | Competitie         | Competitie | Competitie | Competitie | Beker | Beker | Beker | Internationaal | Internationaal | Internationaal | Totaal | Totaal | Totaal |
| Seizoen     | Club          | Competitie         | Wed.       | Dlp.       | Ass.       | Wed.  | Dlp.  | Ass.  | Wed.           | Dlp.           | Ass.           | Wed.   | Dlp.   | Ass.   |
| ----------- | ------------- | ------------------ | ---------- | ---------- | ---------- | ----- | ----- | ----- | -------------- | -------------- | -------------- | ------ | ------ | ------ |
| 2022/23     | Jong KAA Gent | Eerste nationale   | 26         | 2          | 0          | —     | —     | —     | —              | —              | —              | 26     | 2      | 0      |
| 2023/24     | Jong KAA Gent | Eerste nationale   | 12         | 2          | 0          | —     | —     | —     | —              | —              | —              | 12     | 2      | 0      |
| Club Totaal | Club Totaal   | Club Totaal        | 38         | 4          | 0          | 0     | 0     | 0     | 0              | 0              | 0              | 38     | 4      | 0      |
| 2022/23     | KAA Gent      | Jupiler Pro League | 1          | 0          | 0          | 0     | 0     | 0     | 1              | 0              | 0              | 2      | 0      | 0      |
| 2023/24     | KAA Gent      | Jupiler Pro League | 16         | 8          | 1          | 0     | 0     | 0     | 3              | 0              | 0              | 19     | 8      | 1      |
| 2024/25     | KAA Gent      | Jupiler Pro League | 3          | 1          | 0          | 0     | 0     | 0     | 4              | 1              | 0              | 7      | 2      | 0      |
| Club Totaal | Club Totaal   | Club Totaal        | 20         | 9          | 1          | 0     | 0     | 0     | 8              | 1              | 0              | 28     | 10     | 1      |
| 2024/25     | LOSC Lille    | Ligue 1            | 13         | 1          | 2          | 1     | 0     | 0     | 7              | 0              | 1              | 21     | 1      | 3      |
| Club Totaal | Club Totaal   | Club Totaal        | 13         | 1          | 2          | 1     | 0     | 0     | 7              | 0              | 1              | 21     | 1      | 3      |
| Totaal      | Totaal        | Totaal             | 71         | 14         | 3          | 1     | 0     | 0     | 15             | 1              | 1              | 87     | 15     | 4      |

Bijgewerkt op 13 november 2024.